# Skogatorps herrgård
Skogatorps herrgård är en herrgård strax utanför Vittsjö i Sverige. Klassisk huvudbyggnad i gult. På fastigheten finns ett gammalt observatorium som senare år använts som ateljé samt ett undantag. Byggd 1936.